# Franz Kaim

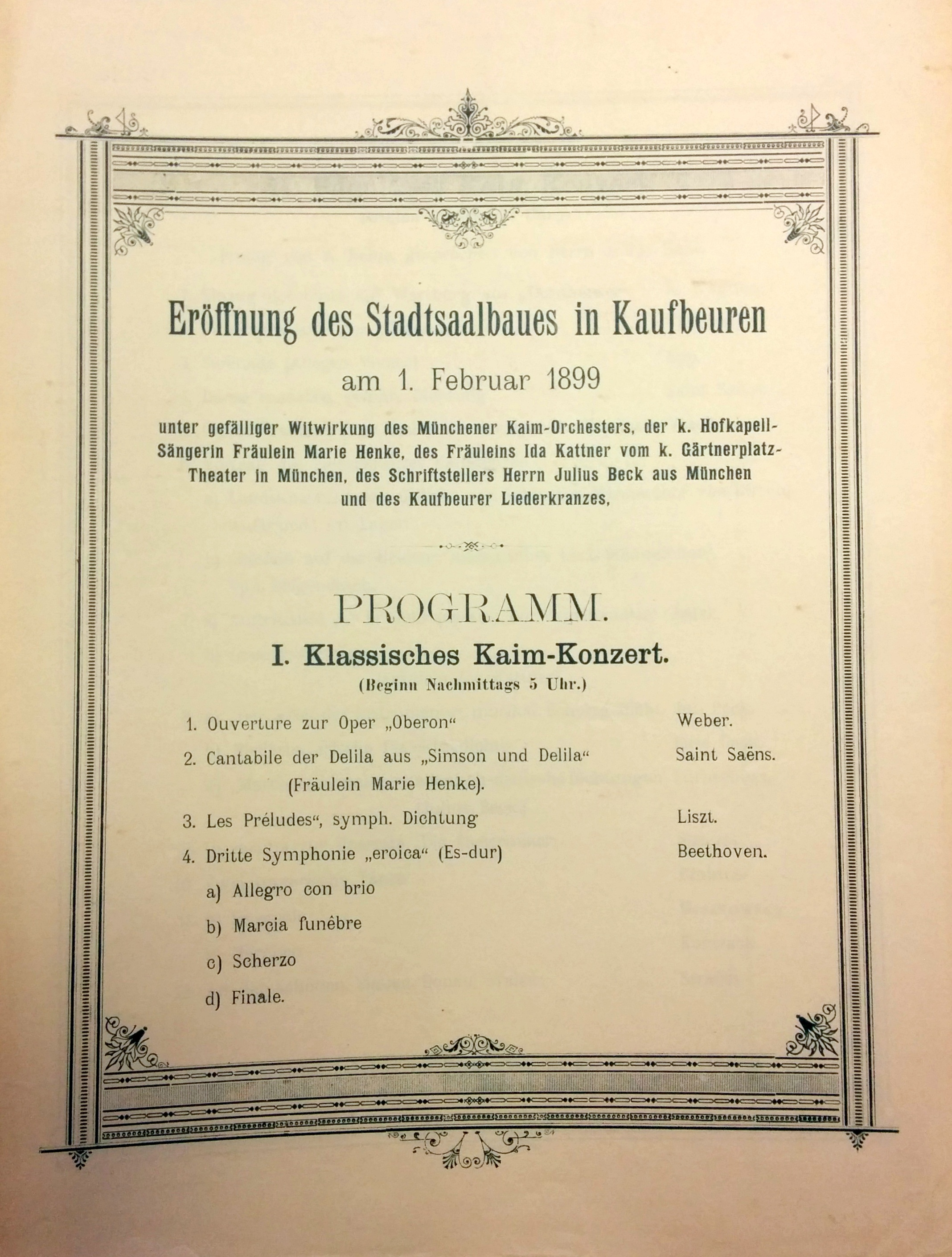
Programblad från 1899.

Franz Kaim, född 13 maj 1856 i Kirchheim unter Teck, död 17 november 1935 i Kempten (Allgäu), var en tysk konsertarrangör. Han var brorsons son till Heinrich Kaim.
Kaim var son till pianofabrikanten Franz Kaim (1822–1901) i Stuttgart och württembergskt hovråd. Han är främst känd för att 1891 ha stiftat de mycket ansedda Kaimkonserterna i München, vilka fortgick 1893–1907 med egen orkester samt i egen konsertsal, varjämte orkestern höll folkkonserter. Dirigenter för de stora Kaimkonserterna var Hans Winderstein, Hermann Zumpe, Ferdinand Löwe, Felix Weingartner och Georg Schnéevoigt.